# Bóng đá tại Thế vận hội Mùa hè 2008 – Vòng loại Nam khu vực châu Á (Vòng 3)
Các trận đấu thuộc vòng thứ ba của vòng loại môn bóng đá nam Thế vận hội Mùa hè 2008 khu vực châu Á diễn ra từ ngày 22 tháng 8 đến ngày 21 tháng 11 năm 2007. Mười hai đội vượt qua vòng loại thứ hai được chia thành ba bảng bốn đội, thi đấu theo thể thức vòng tròn hai lượt. Đội đứng đầu mỗi bảng sẽ giành quyền tham dự vòng chung kết tại Bắc Kinh.
Vòng loại này đã chúng kiến Úc, Hàn Quốc và Nhật Bản giành vị trí dẫn đầu ở ba bảng, qua đó trở thành các đại diện của châu Á tham dự nội dung bóng đá nam tại Thế vận hội.

## Thể thức
Tổng cộng 12 đội tuyển giành quyền tham dự từ vòng 2 (sáu đội nhất bảng và sáu đội nhì bảng) được bốc thăm chia thành ba bảng, mỗi bảng gồm bốn đội. Cũng giống như vòng trước, các đội trong mỗi bảng thi đấu với nhau theo thể thức vòng tròn hai lượt tính điểm trên sân nhà và sân khách. Ba đội đứng đầu ở ba bảng sẽ giành quyền tham dự giải bóng đá nam Thế vận hội Mùa hè tại Bắc Kinh.

## Các đội tuyển giành quyền tham dự
| Bảng (Vòng 2) | Nhất bảng   | Nhì bảng          |
| ------------- | ----------- | ----------------- |
| A             | Bahrain     | Qatar             |
| B             | Nhật Bản    | Syria             |
| C             | Việt Nam    | Liban             |
| D             | Ả Rập Xê Út | Úc                |
| E             | Iraq        | CHDCND Triều Tiên |
| F             | Hàn Quốc    | Uzbekistan        |

## Bốc thăm
Lễ bốc thăm cho vòng loại thứ ba được tổ chức vào lúc 15:00 (UTC+8) ngày 14 tháng 6 năm 2007 tại trụ sở AFC ở Kuala Lumpur, Malaysia.
12 đội tuyển lọt vào vòng ba được xếp vào bốn nhóm hạt giống dựa trên thành tích của họ tại vòng loại khu vực và vòng chung kết của giải bóng đá nam Thế vận hội Mùa hè 2004 (thứ hạng tổng thể của các đội tuyển được hiển thị trong ngoặc đơn). Với việc lọt vào giải đấu nam tại kỳ Thế vận hội lần trước, Iraq, Hàn Quốc và Nhật Bản là ba đội được chọn làm hạt giống ở ba bảng và được xếp vào nhóm A tại buổi lễ bốc thăm.
Lưu ý: Các đội tuyển in đậm đã vượt qua vòng loại để tham dự Thế vận hội. 
| Nhóm A                                   | Nhóm B                                       | Nhóm C                                             | Nhóm D                                      |
| ---------------------------------------- | -------------------------------------------- | -------------------------------------------------- | ------------------------------------------- |
| - Iraq (1) - Hàn Quốc (2) - Nhật Bản (3) | - Bahrain (4) - Ả Rập Xê Út (9) - Liban (10) | - CHDCND Triều Tiên (12) - Syria (13) - Qatar (14) | - Uzbekistan (20) - Việt Nam (28) - Úc (34) |

## Lịch thi đấu
Lịch thi đấu cho mỗi lượt đấu như sau.
| Lượt đấu   | Ngày                 |
| ---------- | -------------------- |
| Lượt đấu 1 | 22 tháng 8 năm 2007  |
| Lượt đấu 2 | 8 tháng 9 năm 2007   |
| Lượt đấu 3 | 12 tháng 9 năm 2007  |
| Lượt đấu 4 | 17 tháng 10 năm 2007 |
| Lượt đấu 5 | 17 tháng 11 năm 2007 |
| Lượt đấu 6 | 21 tháng 11 năm 2007 |

## Các bảng đấu

### Bảng A
| VT | Đội               | ST | T | H | B | BT | BB | HS  | Đ  | Giành quyền tham dự |     |     |     |     |     |
| -- | ----------------- | -- | - | - | - | -- | -- | --- | -- | ------------------- | --- | --- | --- | --- | --- |
| 1  | Úc                | 6  | 3 | 3 | 0 | 7  | 1  | +6  | 12 | Thế vận hội Mùa hè  |     |     | 2–0 | 1–0 | 3–0 |
| 2  | Iraq              | 6  | 3 | 2 | 1 | 12 | 4  | +8  | 11 |                     |     | 0–0 |     | 2–0 | 5–2 |
| 3  | CHDCND Triều Tiên | 6  | 1 | 2 | 3 | 3  | 6  | −3  | 5  |                     | 1–1 | 0–0 |     | 0–1 |     |
| 4  | Liban             | 6  | 1 | 1 | 4 | 4  | 15 | −11 | 4  |                     | 0–0 | 0–5 | 1–2 |     |     |

| Iraq | 0–0 | Úc |
| ---- | --- | -- |
|      |     |    |

| CHDCND Triều Tiên | 0–1 | Liban       |
| ----------------- | --- | ----------- |
|                   |     | Yaacoub 12' |

| Úc           | 1–0 | CHDCND Triều Tiên |
| ------------ | --- | ----------------- |
| Milligan 49' |     |                   |

| Liban | 0–5 | Iraq                                                                 |
| ----- | --- | -------------------------------------------------------------------- |
|       |     | Saeed 22' · Abdul-Zahra 59', 89' · Ali Abbas 72' · Karrar Jassim 76' |

| Úc                                    | 3–0 | Liban |
| ------------------------------------- | --- | ----- |
| Ward 6' · Bridge 24' · Williams 90+3' |     |       |

| Iraq                          | 2–0 | CHDCND Triều Tiên |
| ----------------------------- | --- | ----------------- |
| Ibrahim 21' · Abdul-Zahra 69' |     |                   |

| Liban | 0–0 | Úc |
| ----- | --- | -- |
|       |     |    |

| CHDCND Triều Tiên | 0–0 | Iraq |
| ----------------- | --- | ---- |
|                   |     |      |

| Úc                        | 2–0 | Iraq |
| ------------------------- | --- | ---- |
| Leijer 19' · Milligan 58' |     |      |

| Liban              | 1–2 | CHDCND Triều Tiên                    |
| ------------------ | --- | ------------------------------------ |
| Salameh 5' (ph.đ.) |     | Kim Kyong-Il 45+1' · Kim Kuk-Jin 70' |

| Iraq                                                     | 5–2 | Liban                                      |
| -------------------------------------------------------- | --- | ------------------------------------------ |
| Abdul-Zahra 8', 23', 81' · Mustafa 30' · Samer Saeed 37' |     | Maatouk 59' (ph.đ.) · Al Saadi 72' (ph.đ.) |

| CHDCND Triều Tiên | 1–1 | Úc         |
| ----------------- | --- | ---------- |
| Pak Chol-Min 10'  |     | Leijer 70' |

### Bảng B
| VT | Đội        | ST | T | H | B | BT | BB | HS | Đ  | Giành quyền tham dự |     |     |     |     |     |
| -- | ---------- | -- | - | - | - | -- | -- | -- | -- | ------------------- | --- | --- | --- | --- | --- |
| 1  | Hàn Quốc   | 6  | 3 | 3 | 0 | 4  | 1  | +3 | 12 | Thế vận hội Mùa hè  |     |     | 0–0 | 1–0 | 2–1 |
| 2  | Bahrain    | 6  | 3 | 2 | 1 | 7  | 4  | +3 | 11 |                     |     | 0–1 |     | 1–1 | 2–0 |
| 3  | Syria      | 6  | 0 | 4 | 2 | 5  | 7  | −2 | 4  |                     | 0–0 | 1–2 |     | 3–3 |     |
| 4  | Uzbekistan | 6  | 0 | 3 | 3 | 5  | 9  | −4 | 3  |                     | 0–0 | 1–2 | 0–0 |     |     |

| Hàn Quốc                          | 2–1 | Uzbekistan             |
| --------------------------------- | --- | ---------------------- |
| Lee Sang-ho 49' · Lee Keun-ho 79' |     | Kim Jin-Kyu 24' (l.n.) |

| Syria          | 1–2 | Bahrain               |
| -------------- | --- | --------------------- |
| Al Hussain 37' |     | Okwunwanne 45', 90+2' |

| Uzbekistan | 0–0 | Syria |
| ---------- | --- | ----- |
|            |     |       |

| Bahrain | 0–1 | Hàn Quốc         |
| ------- | --- | ---------------- |
|         |     | Kang Min-Soo 64' |

| Uzbekistan    | 1–2 | Bahrain                            |
| ------------- | --- | ---------------------------------- |
| Abdullaev 86' |     | Abdullah Omar 29' · Al Banki 90+2' |

| Hàn Quốc           | 1–0 | Syria |
| ------------------ | --- | ----- |
| Kim Seung-Yong 10' |     |       |

| Bahrain                            | 2–0 | Uzbekistan |
| ---------------------------------- | --- | ---------- |
| Okwunwanne 45' · Abdullah Omar 55' |     |            |

| Syria | 0–0 | Hàn Quốc |
| ----- | --- | -------- |
|       |     |          |

| Uzbekistan | 0–0 | Hàn Quốc |
| ---------- | --- | -------- |
|            |     |          |

| Bahrain   | 1–1 | Syria      |
| --------- | --- | ---------- |
| Aaish 63' |     | Al Haj 42' |

| Hàn Quốc | 0–0 | Bahrain |
| -------- | --- | ------- |
|          |     |         |

| Syria                                           | 3–3 | Uzbekistan                               |
| ----------------------------------------------- | --- | ---------------------------------------- |
| Al Haj 42' · Bakri Tarrab 44' · Dalli Hasan 86' |     | Tadjiyev 61' (ph.đ.) · Galiulin 63', 66' |

### Bảng C
| VT | Đội         | ST | T | H | B | BT | BB | HS | Đ  | Giành quyền tham dự |     |     |     |     |     |
| -- | ----------- | -- | - | - | - | -- | -- | -- | -- | ------------------- | --- | --- | --- | --- | --- |
| 1  | Nhật Bản    | 6  | 3 | 2 | 1 | 7  | 2  | +5 | 11 | Thế vận hội Mùa hè  |     |     | 1–0 | 0–0 | 1–0 |
| 2  | Qatar       | 6  | 3 | 1 | 2 | 8  | 6  | +2 | 10 |                     |     | 2–1 |     | 1–0 | 3–1 |
| 3  | Ả Rập Xê Út | 6  | 2 | 3 | 1 | 5  | 3  | +2 | 9  |                     | 0–0 | 2–1 |     | 2–0 |     |
| 4  | Việt Nam    | 6  | 0 | 2 | 4 | 3  | 12 | −9 | 2  |                     | 0–4 | 1–1 | 1–1 |     |     |

| Nhật Bản     | 1–0 | Việt Nam |
| ------------ | --- | -------- |
| Aoyama 45+1' |     |          |

| Qatar        | 1–0 | Ả Rập Xê Út |
| ------------ | --- | ----------- |
| Al-Hamad 71' |     |             |

| Việt Nam            | 1–1 | Qatar          |
| ------------------- | --- | -------------- |
| Nguyễn Vũ Phong 13' |     | Al Yazeedi 11' |

| Ả Rập Xê Út | 0–0 | Nhật Bản |
| ----------- | --- | -------- |
|             |     |          |

| Việt Nam         | 1–1 | Ả Rập Xê Út     |
| ---------------- | --- | --------------- |
| Lê Công Vinh 65' |     | Naif Hazazi 80' |

| Nhật Bản    | 1–0 | Qatar |
| ----------- | --- | ----- |
| Kajiyama 6' |     |       |

| Ả Rập Xê Út                         | 2–0 | Việt Nam |
| ----------------------------------- | --- | -------- |
| Al-Salem 64' (ph.đ.), 90+3' (ph.đ.) |     |          |

| Qatar                                      | 2–1 | Nhật Bản   |
| ------------------------------------------ | --- | ---------- |
| Al Haidos 77' · Majdi Siddiq 90+3' (ph.đ.) |     | Aoyama 43' |

| Việt Nam | 0–4 | Nhật Bản                                      |
| -------- | --- | --------------------------------------------- |
|          |     | Lee 9', 25' · Honda 40' (ph.đ.) · Hosogai 87' |

| Ả Rập Xê Út                          | 2–1 | Qatar             |
| ------------------------------------ | --- | ----------------- |
| Al-Bishi 76' (ph.đ.) · Al-Ghanam 88' |     | Magid Mohamed 69' |

| Nhật Bản | 0–0 | Ả Rập Xê Út |
| -------- | --- | ----------- |
|          |     |             |

| Qatar                           | 3–1 | Việt Nam         |
| ------------------------------- | --- | ---------------- |
| Jassem 22', 52' · Al Haidos 31' |     | Lê Công Vinh 80' |

## Cầu thủ ghi bàn
Đã có 70 bàn thắng ghi được trong 36 trận đấu, trung bình 1.94 bàn thắng mỗi trận đấu.
6 bàn thắng
- Alaa Abdul-Zahra

3 bàn thắng
- Jaycee Okwunwanne

2 bàn thắng
- Adrian Leijer
- Mark Milligan
- Abdullah Omar
- Samer Saeed Mujbel
- Naoaki Aoyama
- Tadanari Lee
- Yousef Al-Salem
- Hassan Al Haidos
- Waleed Jassem
- Majed Al Haj
- Vagiz Galiulin
- Lê Công Vinh

1 bàn thắng
- David Williams
- Mark Bridge
- Nick Ward
- Faouzi Mubarak Aaish
- Hamad Al Banki
- Ali Abbas Al-Hilfi
- Karrar Jassim
- Khaldoun Ibrahim
- Mustafa Karim
- Hajime Hosogai
- Keisuke Honda
- Yōhei Kajiyama
- Kang Min-Soo
- Kim Seung-Yong
- Lee Keun-ho
- Lee Sang-ho
- Abdulatif Al-Ghanam
- Jufain Al-Bishi
- Naif Hazazi
- Ali Al Saadi
- Ali Yaacoub
- Hamzeh Salameh
- Hassan Maatouk
- Kim Kuk-Jin
- Kim Kyong-Il
- Pak Chol-Min
- Abdurabb Al Yazeedi
- Magid Mohamed
- Majdi Siddiq
- Mesaad Al-Hamad
- Abdelrazaq Al Hussain
- Ahmad Dalli Hasan
- Bakri Tarrab
- Farhod Tadjiyev
- Sadriddin Abdullaev
- Nguyễn Vũ Phong

1 bàn phản lưới nhà
- Kim Jin-Kyu (trong trận gặp Uzbekistan)